# 格丹卓培林寺
格丹卓培林寺，位于西藏自治区日喀则市定日县，是一座藏传佛教格鲁派寺院。

## 简介
格丹卓培林寺是位于西藏自治区日喀则市定日县的一座藏传佛教寺院。该寺地处拉布齐神山。由一位直贡噶举派高僧创建。在噶玛噶举派红帽系噶玛曲英任住持时，扩建该寺并改宗噶玛噶举派。五世达赖统治时期又改宗格鲁派。
该寺的主要建筑包括喇嘛拉康、杜康、藏康等等。喇嘛拉康中，主供热琼瓦用米拉日巴骨灰及其生前鼻血伴泥而制作的泥塑“通瓦顿丹”像，以及噶举派历代祖师像等等。该寺的后山有牛舌洞（直吉普），牛舌洞内有牛舌形的凸岩，该洞是米拉日巴圆寂之处。